# Ganj Ali Khan

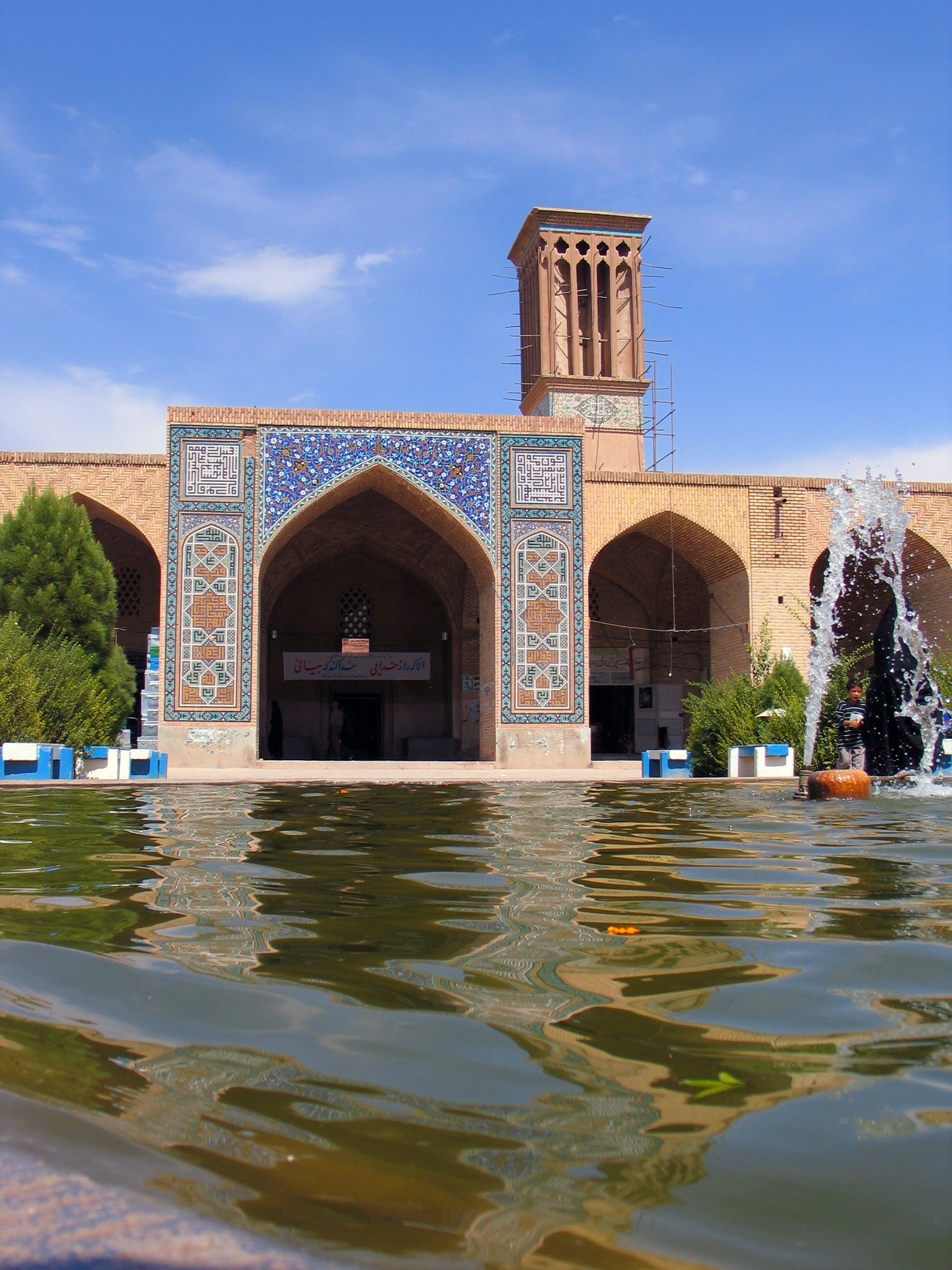
Foto del Complesso Ganjali Khan, uno dei molti edifici costruiti al tempo di Ganj Ali Khan.

Ganj Ali Khan (in lingua persiana گنج علی خان o گنجعلیخان) (... – Kerman, 1624/1625) è stato un generale e nobile curdo naturalizzato persiano, divenuto governatore in diverse province e noto per la sua lealtà verso il re (shah) Abbas I. Egli aiutò continuamente lo scià in quasi tutte le sue campagne militari fino alla sua morte avvenuta nel 1624/1625. Fu anche un grande costruttore e il Complesso Ganjali Khan è uno dei suoi migliori risultati.

## Biografia
Ganj Ali Khan originariamente apparteneva a una tribù curda che si aggirava nell'ovest dell'Iran, ma era minorenne quando venne portato a Herat nel Khorasan, dove crebbe assieme al principe Abbas I. Divennero amici intimi e continuarono ad esserlo quando Abbas I salì al trono safavide nel 1587. Abbas I, nel 1596, dopo aver represso una rivolta nella città di Kerman e messo fine al governatorato Qizilbash del posto, nominò Ganj Ali Khan come suo governatore di Kerman, oltre che di Sistan, e poco dopo prese Qal'e-ye Fath e Qal'e-ye Taraqun dagli uzbeki. Nel 1602/1603 partecipò alla campagna dei safavidi per conquistare la città di Bukhara. Successivamente, prese parte alla guerra ottomano-safavide del 1603–1618.Parizi, pp. 284-285
A metà degli anni 1600, la comunità zoroastriana di Kerman protestò contro il trattamento ostile del clero locale islamico e ha accusò Ganj Ali Khan di aver espropriato e demolito le loro case per fare spazio ai suoi progetti di costruzione. Ciò fece sì che, nel 1607, Abbas si mettesse in viaggio verso Kerman per indagare sulla questione. Qui scoprì che Ganj Ali Khan non era il vero autore. Abbas quindi ritornò nella sua capitale, Esfahan, dove emise un editto che ordinava protezione per gli zoroastriani.
Nel 1611 si verificò una ribellione in Belucistan e Ganj Ali Khan la soppresse catturando la loro roccaforte. Cinque anni dopo, fu di nuovo presente nella guerra ottomano-safavide e partecipò con successo all'invasione della Georgia.Parizi, pp. 284-285 Nel 1622, Ganj Ali Khan venne nominato governatore della conquistata città di Kandahar. Morì nel 1624/1625, e il governatorato di Kandahar passò a suo figlio Ali Mardan Khan mentre quello di Kerman venne assegnato a Tahmasp Qoli Khan.

## Attività edificatoria
Ganj Ali Khan è ricordato principalmente per le opere pubbliche realizzate, come il caravanserraglio Zein-o-din a Yazd e la cisterna nel deserto Dasht-e Lut tra Khorasan e Kerman. La sua opera più importante è però il Complesso Ganjali Khan a Kerman.